# Isomira murina

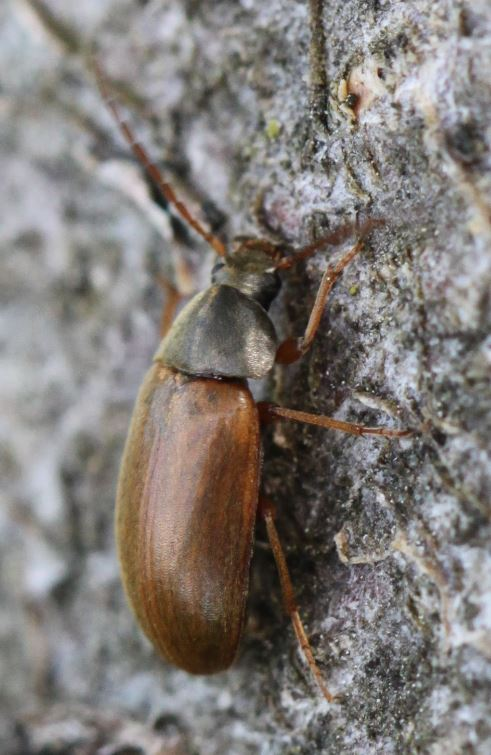
Isomira cf. murina – Seitenansicht

Isomira murina ist ein Käfer aus der Familie der Schwarzkäfer (Tenebrionidae) innerhalb der Unterfamilie der Pflanzenkäfer (Alleculinae). Die Art ist in Europa weit verbreitet.

## Merkmale
Die Käfer werden 5,5–7,2 Millimeter lang. Sie besitzen einen länglich-ovalen schwarzen Körper. Ihre Färbung ist sehr variabel. Kopf und Halsschild sind dunkelbraun bis schwarz, während die Flügeldecken schwarz oder rotbraun gefärbt sind. Der Kopf weist eine gröbere Punktierung als der Halsschild auf. Fühler, Mundwerkzeuge und Beine sind hellbraun.

## Vorkommen und Lebensweise
Die Art ist in Europa weit verbreitet, fehlt aber im Norden. Nach Osten reicht ihr Vorkommen bis nach Westsibirien. Isomira murina kommt im Tiefland und in niedrigen Höhenlagen vor. Die Art bevorzugt offene Biotope mit Strauchvegetation an trockenen und warmen Standorten. Isomira murina weist einen zweijährigen Entwicklungszyklus auf. Die Larven entwickeln sich im Boden und fressen an Wurzeln von Gräsern, krautigen Pflanzen und Stauden. Die Käfer fliegen zwischen Mai und August. Man beobachtet sie häufig an blühenden Sträuchern und Doldengewächsen.

## Taxonomie
In der Literatur kommen folgende Synonyme vor:
- Isomira semiflava (Küster, 1852)